# Brezovica (Sabinov)
Brezovica (bis 1965 slowakisch „Brezovica nad Torysou“; ungarisch Berzevice, deutsch Bersewitz bzw. Breswitz) ist eine Gemeinde im Osten der Slowakei mit 1684 Einwohnern (Stand 31. Dezember 2024). Sie gehört zum Okres Sabinov, einem Kreis des Prešovský kraj.

## Geographie

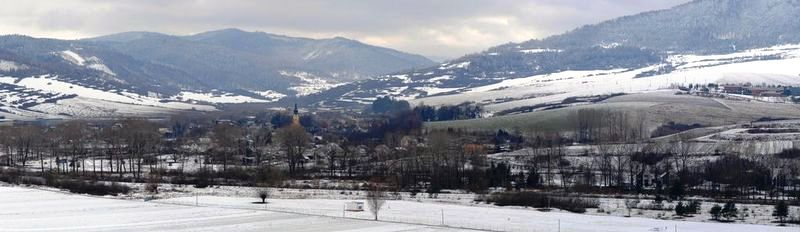
Brezovica und Leutschauer Berge im Winter

Die Gemeinde befindet sich am oberen Flussverlauf der Torysa im Nordwesten der traditionellen Landschaft Šariš im Ostteil der Leutschauer Berge. Das Ortszentrum liegt auf einer Höhe von 456 m n.m. und ist 21 Kilometer von Sabinov sowie 39 Kilometer von Levoča gelegen.

## Geschichte

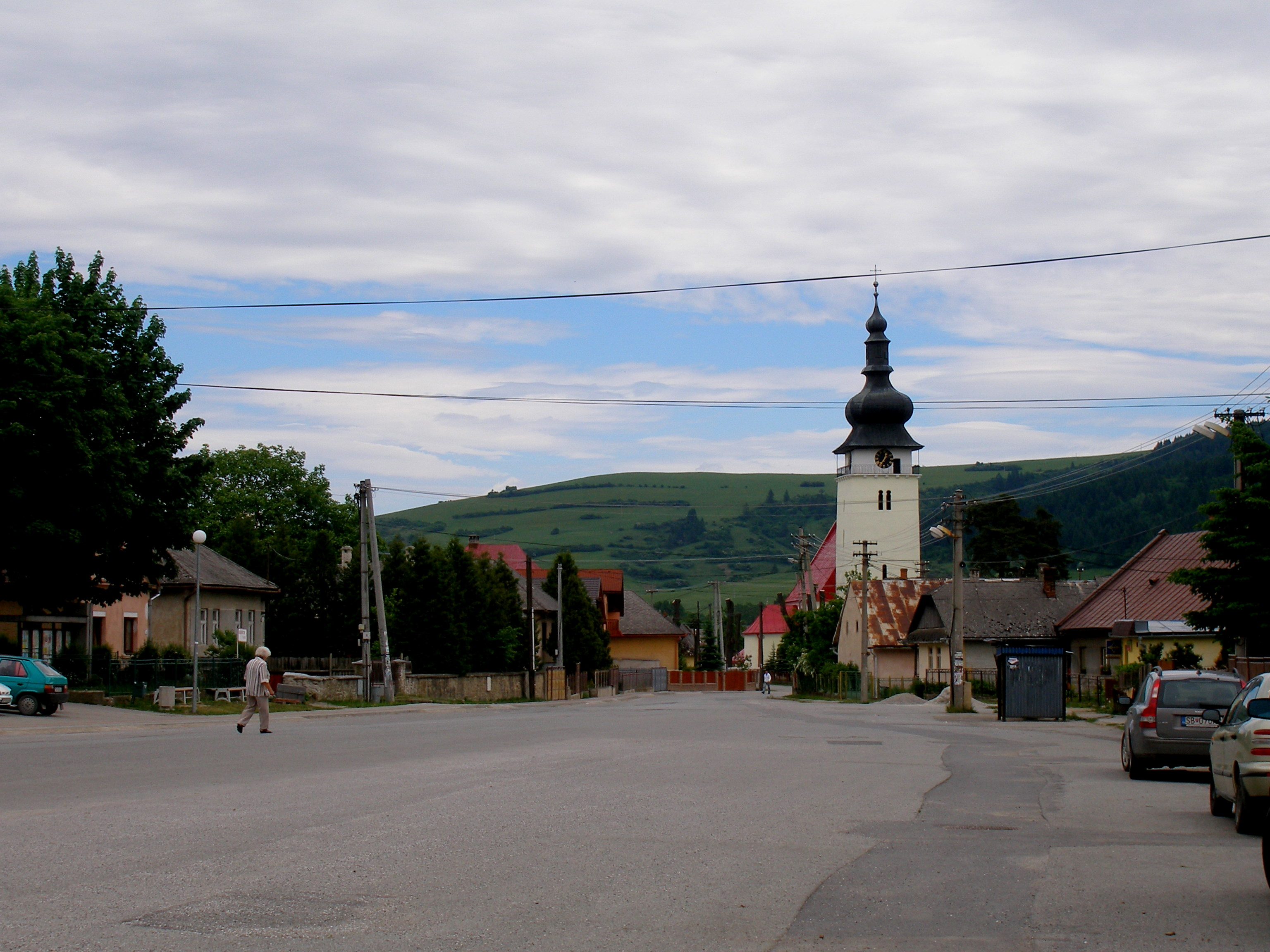
Dorfplatz und Kirche

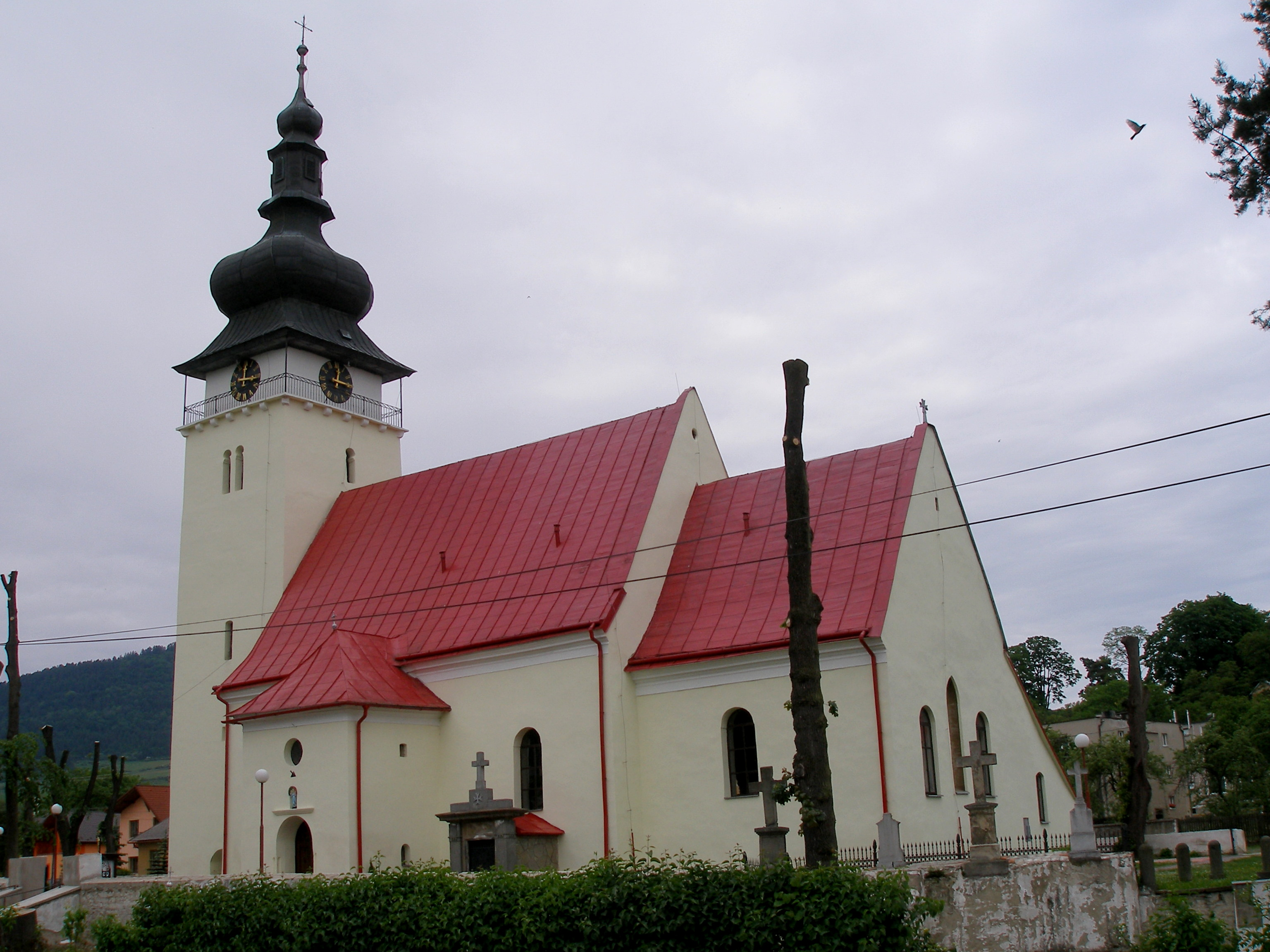
Nahaufnahme der Kirche

Brezovica wurde zum ersten Mal 1317 schriftlich erwähnt und gehört zu örtlichen Gutsbesitzern, die hier ihre Landsitze hatten. Am Anfang des 13. Jahrhunderts errichtet das Geschlecht Berzeviczy eine Burg oberhalb des Ortes (1335 als castrum in Berzevicze erwähnt), die aber Ende des 15. Jahrhunderts geschleift wurde und ist heute als solcher kaum mehr erkennbar. Im 14. Jahrhundert war der Ort ein Marktflecken und blieb so bis zum 19. Jahrhundert. 1600 gab es 51 Bürgerhäuser, eine evangelische Kirche, Pfarrei, Schule und Gymnasium. 1828 sind 194 Häuser und 1.745 Einwohner verzeichnet. 1925 brannte eine Hälfte des Ortes aus.
Neben der örtlichen Land-, Forstwirtschaft und Viehzucht arbeiten die Einwohner in Fabrikanlagen in Lipany, Sabinov und Prešov.

## Bevölkerung
| Jahr                | 1994 | 2004    | 2014    | 2024    |
| ------------------- | ---- | ------- | ------- | ------- |
| Anzahl der Personen | 1675 | 1687    | 1710    | 1684    |
| Unterschied         |      | +0,71 % | +1,36 % | −1,52 % |

| Jahr                | 2023 | 2024 |
| ------------------- | ---- | ---- |
| Anzahl der Personen | 1684 | 1684 |
| Unterschied         |      | +0 % |

Ergebnisse nach der Volkszählung 2001 (1687 Einwohner):
| Nach Ethnie: - 99,53 % Slowaken - 0,18 % Tschechen - 0,06 % Polen - 0,06 % Russinen - 0,06 % Ukrainer | Nach Religion: - 96,32 % römisch-katholisch - 2,13 % griechisch-katholisch - 0,65 % konfessionslos - 0,59 % keine Angabe |

## Bauwerke
- römisch-katholische Kirche Allerheiligen, ursprünglich gegen 1300 erbaut
- Renaissance-Landschloss aus dem 17. Jahrhundert
- verschiedene Landsitze im Renaissance-, Barock- und klassizistischen Stil

## Persönlichkeiten
- Zachariáš Zarevutius (um 1605–1667), slowakischer Organist und Komponist im 17. Jahrhundert
- Albert Berzeviczy (1853–1936), ungarischer Politiker, Minister und erster Präsident des Ungarischen Olympischen Komitees
- Oto Ferenczy (1921–2000), slowakischer Komponist, Musikwissenschaftler und Musikpädagoge